# Sigge Lindberg

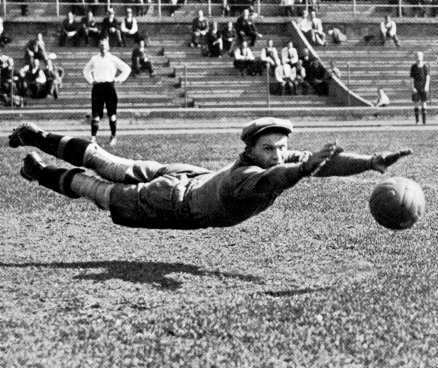
Sigge Lindberg

Sigfrid „Sigge“ Oskar Lindberg (* 26. März 1897 in Helsingborg; † 4. Januar 1977 ebenda) war ein schwedischer Fußballspieler.

## Werdegang
Lindberg spielte zunächst bei IF Örnen. 1918 debütierte er im Tor von Helsingborgs IF. 1929 und 1930 wurde der Torwart schwedischer Meister. Zwischen 1924 und 1931 spielte er 147 Mal in der Allsvenskan. 1931 wechselte er zu Landskrona BoIS, für die er bis zu seinem Karriereende im folgenden Jahr 27 Erstligapartien bestritt. 
Lindberg spielte zwischen 1921 und 1930 50 Mal für die schwedische Nationalmannschaft. Bei den Olympischen Spielen 1924 gewann er mit der Auswahl die Bronzemedaille.